# Daimler-Benz DB 605
Der Daimler-Benz DB 605 war ein flüssigkeitsgekühlter Zwölfzylinder-Flugmotor mit 35,7 Litern Hubraum und Benzindirekteinspritzung von Daimler-Benz. Mit über 42.000 Exemplaren war er nach dem Junkers Jumo 211 (68.248 Stück) einer der meistgebauten deutschen Kolben-Flugmotoren des Zweiten Weltkriegs. Die überwiegende Zahl der Jagdflugzeuge Messerschmitt Bf 109 war mit diesem Motor ausgerüstet.

## Technik am Beispiel DB 605A
Der DB 605 A/B wurde aus dem Modell DB 601 entwickelt und war wie dieser als V-Motor mit 60°-Bankwinkel und mechanischer Aufladung ausgelegt.
Durch die Vergrößerung der Bohrung des DB-601-Motors um 4 mm auf 154 mm bei gleichem Hub von 160 mm hatte der DB-605-Motor 1,8 Liter mehr Hubraum (35,7 l) und jeder Zylinder somit fast 3 Liter. Ein besonderes Merkmal des DB 605 und auch einiger anderer Daimler-Benz-Flugmotoren war das ungleiche Verdichtungsverhältnis (links 7,5:1 – rechts 7,3:1) zwischen beiden Zylinderbänken. Dies war der Tatsache geschuldet, dass sogenanntes Schleuderöl, wie es in jedem Hubkolbenmotor vorkommt, sich durch die links drehende Kurbelwelle vorrangig in den Zylindern der rechten Zylinderbank ansammelte. Die hängende Konfiguration des Motors begünstigte dies zusätzlich. Die daraus resultierende Schmierölanreicherung im Gemisch der rechten Zylinderbank reduzierte die Klopffestigkeit des Benzin-Luft-Gemisches. Um einer klopfenden Verbrennung vorzubeugen, reduzierte Daimler-Benz das Verdichtungsverhältnis auf der rechten Zylinderbank. Mit der Konstruktion der Ladeluftleitung hatte diese spezielle Bauweise demzufolge nichts zu tun. Denn die maximal messbaren Druckunterschiede in der ringförmigen Ladeluftleitung waren selbst bei Start und Notleistung nicht größer als 0,02 bar. Die gesenkgeschmiedete Kurbelwelle wog nahezu 100 Kilogramm. Die Startleistung betrug 1475 PS (1085 kW) bei 2800 min−1.
Ein Charakteristikum des Daimler-Benz-Triebwerkes wie auch seiner Vorgänger seit dem 1932 gebauten Prototyp Daimler-Benz F4A war der Einbau mit „hängenden“ Zylindern (Kurbelwelle oben, daher auch „A-Motor“ genannt). Die hängende Anordnung erleichterte auch die Zugänglichkeit zu den Zylinderköpfen (Ventilsteuerung) und Zündkerzen bei der Wartung.

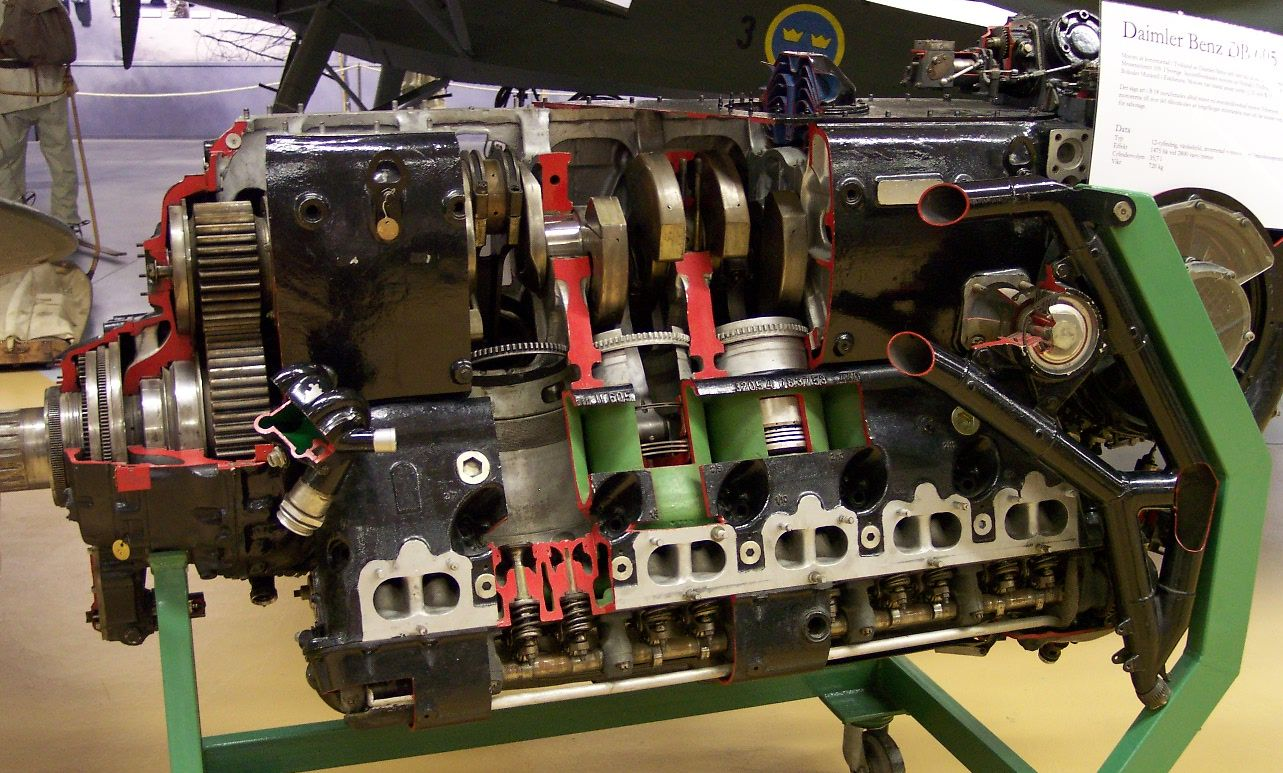
DB 605A als Schnittmodell

Er besaß einen elektrisch oder über eine Handkurbel von außen betätigten Schwungmassenanlasser (Bosch AL-SGC 24 DR 2). Zusätzlich war das Triebwerk mit einem über eine hydraulische Kupplung von der Kurbelwelle angetriebenen einstufigen Radiallader versehen. Der Lader hatte die Aufgabe, den Leistungsabfall durch den sinkenden Füllungsgrad auszugleichen, der vom abnehmenden Luftdruck in größeren Höhen verursacht wird. Die Volldruckhöhe, d. h. die Höhe, bis zu welcher der Lader die gleiche Luftmenge wie in Bodennähe liefern kann, betrug 5700 Meter; darüber hinaus verlor der Motor mit zunehmender Höhe kontinuierlich an Leistung. Der Ladedruck betrug laut alten Daimler-Benz-Unterlagen moderate 1,42 bar.
Der Motorblock wurde aus Aluminiumguss gefertigt und enthielt stählerne Zylinderlaufbuchsen. Er hatte je Zylinderbank eine über Königswelle angetriebene obenliegende Nockenwelle (OHC-Ventilsteuerung), die pro Zylinder vier Ventile über Rollenschlepphebel betätigte (Vierventiltechnik). Jeder Nocken betätigte nacheinander ein Auslass- und ein Einlassventil. Die Auslassventile waren natriumgekühlt. Das Triebwerk hatte eine kontaktgesteuerte Doppelzündung (Bosch-Zwillingsmagnetzündung ZM 12 CR 8) mit zwei Zündkerzen (Bosch DW 250 ET 7) je Zylinder. Die Zündfolge war 1–8–5–10–3–7–6–11–2–9–4–12.

Motorunterseite – Zylinderköpfe und 12-Stempel-Einspritzpumpe von Bosch (Bodenfund aus einer abgestürzten Maschine, Exponat im Technikmuseum Hugo Junkers, Dessau)

Zur Brennstoffversorgung diente eine Benzindirekteinspritzung mit mechanischer 12-Stempel-Einspritzpumpe (Bosch PZ 12 HP 110/19), die bis zu 90 bar Einspritzdruck lieferte. Der Kraftstoffverbrauch betrug je nach Leistungsstufe zwischen 180 und 400 Liter pro Stunde. Der Standardkraftstoff B4 hatte 87 Oktan, es konnte aber auch C3-Kraftstoff mit 100 Oktan verwendet werden. Das Motoröl – 36,5 Liter – wurde in einer Trockensumpfschmierung von drei Ölpumpen umgewälzt. Die Motordrehzahl wurde über ein Luftschraubengetriebe mit geradverzahnten Stirnrädern im Verhältnis 1,685:1 (DB 605 A) bzw. 1,875:1 (DB 605 B) untersetzt. Bei einer Motordrehzahl von 2800 min−1 ergab sich so eine Propellerdrehzahl von 1660 min−1 beim DB 605 A bzw. 1495 min−1 beim DB 605 B.
Die Variante DB 605 B1 wurde in Schweden bei Volvo Flygmotor in Lizenz für das Jagdflugzeug Saab 21 gefertigt. Dadurch war es möglich, einige bis 1957 in Spanien in Lizenz als Hispano Aviación HA-1112 gefertigten Zellen der Bf 109 G-2 Anfang der 1980er bis heute wieder mit annähernd originalen Triebwerken auszurüsten und der Öffentlichkeit im Flug zu präsentieren. Die einzige flugfähig erhaltene Original-Bf 109 mit DB 605 A, die „Black Six“, wurde 1997 bei einem Flugunfall beschädigt und wird seitdem nur noch im Museum ausgestellt.
Aus dem DB 605 wurde der DB 610 entwickelt. Dieses Triebwerk bestand aus zwei aneinandergekoppelten DB 605, die über ein gemeinsames Getriebe eine einzelne Propellerwelle antrieben. Der DB 610 wurde fast ausschließlich im schweren Bomber Heinkel He 177 ab Version A-3 verwendet.

### Zusatzausrüstung
Zur Leistungssteigerung konnten wahlweise MW-50- oder GM-1-Einspritzanlagen eingebaut werden.
MW 50
Die MW-50-Anlage war eine Wasser-Methanol-Einspritzung, die durch Verdunstungskälte zur Kühlung der Ladeluft beitrug und die Klopffestigkeit des Benzin-Luft-Gemisches erhöhte. Durch den Betrieb mit dann möglichen höheren Ladedrücken konnte die Leistung des Triebwerkes bis etwa zwei Kilometer unterhalb der normalen Volldruckhöhe um etwa 350 PS (257 kW) gesteigert werden; die Steigerung nahm danach bis zur Volldruckhöhe stetig ab, da der Lader nicht mehr genug Luft fördern konnte. Der DB 605 DC, der mit höherem Ladedruck und höherer Verdichtung als der DB 605 A betrieben wurde und C3-Kraftstoff benötigte, erreichte mit MW-50-Einspritzung eine Sondernotleistung von 2000 PS (1471 kW), der DB 605 DB mit B4-Kraftstoff 1800 PS (1324 kW).
Der Vorrat des Wasser-Methanol-Gemisches von (beispielsweise beim DB 605 D der Bf 109 K-4) 70 Litern war für 26 Flugminuten mit Sondernotleistung ausreichend. Allerdings durfte die Maschine nicht mehr als zehn Minuten ununterbrochen auf dieser höchsten Leistungsstufe betrieben werden, sonst drohten Motorschäden.
Der MW-Stoff wurde durch abgezapften Ladedruck (0,7 bar) aus dem Vorratsbehälter in die Abspritzdüse am Ladeschacht gedrückt und mit der Ladeluft den Zylindern zugeführt. Bei Beendigung der MW-Förderung musste der Gashebel vom Piloten sofort auf Steig- und Kampfleistung zurückgenommen werden. Wurde jedoch in Sonderfällen über 8,5 km Flughöhe die Not- bzw. Startleistungsdrehzahl von 2800 min−1 benötigt, musste die MW-Förderung ausgeschaltet und der Leistungshebel über die Sperre vorgeschoben werden. Der MW-Zusatz konnte bis 8,5 km Flughöhe entnommen werden, über 8,5 km Flughöhe war durch den MW-Zusatz keine Leistungssteigerung mehr zu erreichen, sondern es wurde unnötig MW-Stoff verbraucht.
GM-1
GM-1 war ab etwa zwei Kilometern oberhalb der Volldruckhöhe einsetzbar. Die Anlage verwendete flüssiges Stickstoffoxydul (Lachgas). Durch den bei der Reaktion freigesetzten Sauerstoff als Ausgleich für den geringeren Sauerstoffteildruck der Atmosphäre in mehreren Kilometern Höhe konnten zusätzlich bis zu 400 PS (294 kW) gewonnen werden.
Mit der Weiterentwicklung des DB 605 stieg auch seine Volldruckhöhe. Das machte Leistungssteigerungen über der Volldruckhöhe für den Jägereinsatz nahezu überflüssig. Daher wurde ab 1944 die MW-50-Einspritzung zur Standardausrüstung in den Jagdflugzeugen Bf 109 G-14, Bf 109 G-10 und Bf 109 K-4.
Diese Zusatzaggregate waren nur für kurzfristigen Betrieb zum Erreichen der Höchstleistung (genannt Sonder-Notleistung) vorgesehen und erhöhten die Beanspruchung und den Verschleiß. Im Krieg spielte das aber nur eine untergeordnete Rolle.

### Probleme
Sowohl bei der Einführung des DB 605 A als auch beim DB 605 D gab es Probleme mit der Zuverlässigkeit. Beim neuentwickelten DB 605 A wurde wegen häufiger Motorbrände im Herbst 1942 die Nutzung der Start- und Notleistung von 1475 PS (1085 kW) bei 1,42 ata/2800 min−1 verboten. Die Gashebelstellung für Start- und Notleistung wurde mechanisch blockiert. Damit wurde die Steig- und Kampfleistung von 1310 PS (964 kW) bei 1,3 ata/2600 min−1 vorübergehend zur Maximalleistung. Nach dem Durchlaufen diverser Testreihen wurde unter anderem ein Abriss der Schmierung durch Blasenbildung im Öl festgestellt. Nach Verbesserungen wie beispielsweise größerem Öltank und Ölkühler sowie einer Ölschleuder (um Blasen im Öl zu eliminieren) konnte die über fast das gesamte Jahr 1943 festgelegte Leistungsbegrenzung im Herbst 1943 wieder aufgehoben und die Start- und Notleistung wieder freigegeben werden.
Beim DB 605 D traten aufgrund der abnehmenden Qualität des B4-Flugzeugkraftstoffs und des Betriebs bei hohen Ladedrücken häufig geplatzte Motoren und Kolbenfresser auf. Eine Änderung des Zündzeitpunktes auf 5 Grad später löste das Problem und minderte überraschenderweise auch die Schwierigkeiten mit den zu heiß werdenden Zündkerzen.

## Versionen

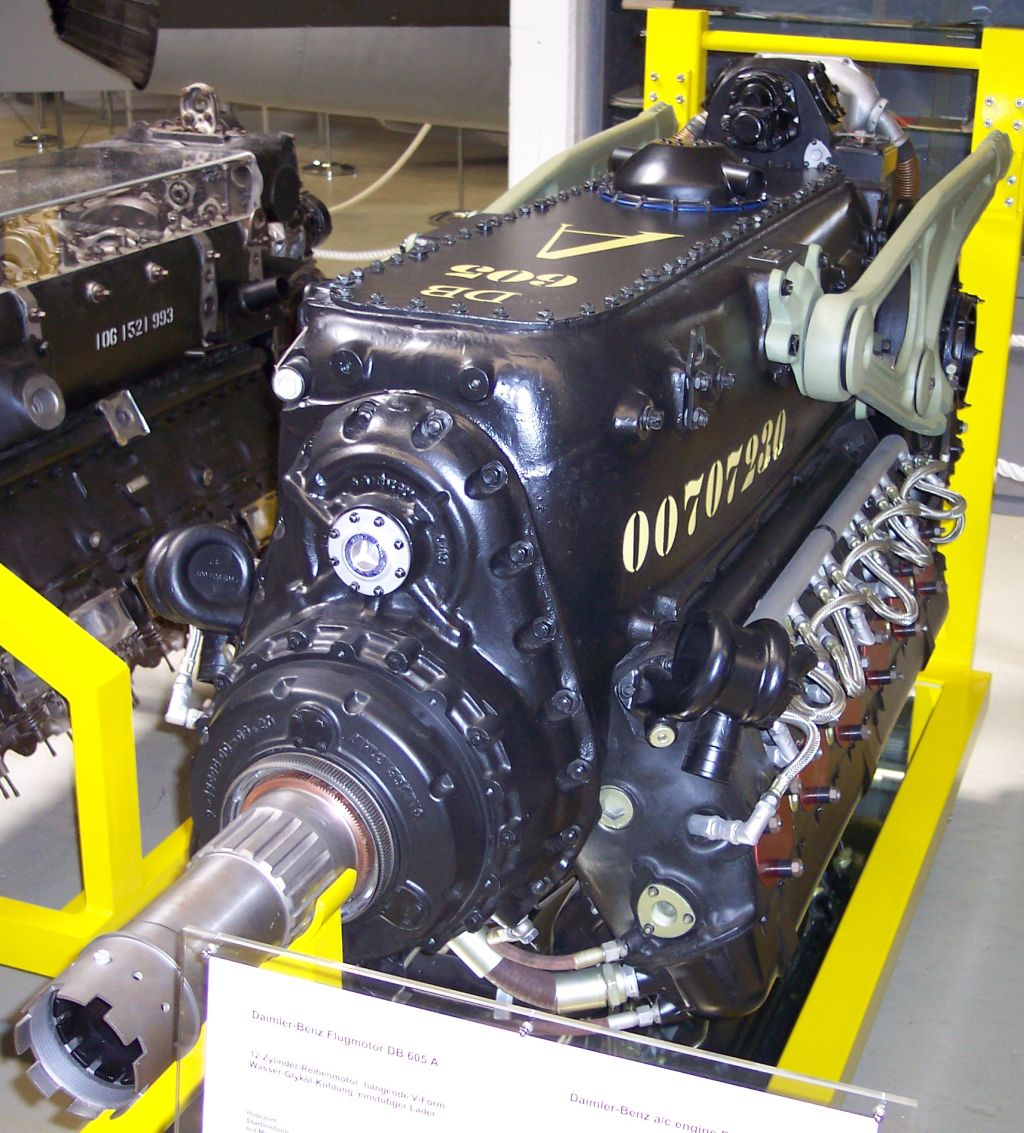
Daimler-Benz DB 605A

### DB 605 A
5,8 km Volldruckhöhe
- DB 605 A: Standardversion mit 1475 PS (1085 kW) Startleistung in 0 m, maximal 1550 PS (1140 kW) Notleistung in 2,1 km
- DB 605 AM: wie 605 A, aber mit MW-50-Anlage bis zu 1800 PS (1324 kW) Sondernotleistung in 0 m

### DB 605 B
- DB 605 B: Version des 605 A für zweimotorige Flugzeuge wie die Bf 110 und Me 210, reduzierte Propellerdrehzahl
- DB 605 BM: wie 605 B, aber mit MW-50-Anlage bis zu 1800 PS (1324 kW) Sondernotleistung

### DB 605 AS
Höhenmotor mit 7,8 km Volldruckhöhe
- DB 605 AS: ein DB 605 A mit dem großen Lader des DB 603, 1435 PS (1055 kW) Startleistung in 0 m
- DB 605 ASM: wie 605 AS, aber mit MW-50-Anlage bis zu 1800 PS (1324 kW) Sondernotleistung in 0 m
- DB 605 ASB: verbesserte 605-ASM-Version für B4-Kraftstoff mit MW-50, bis zu 1800 PS (1324 kW) Sondernotleistung in 0 m
- DB 605 ASC: verbesserte 605-ASM-Version für C3-Kraftstoff mit MW-50, bis zu 2000 PS (1471 kW) Sondernotleistung in 0 m

### DB 605 D
7,6 km Volldruckhöhe
- DB 605 D-2: mit großem Lader des DB 603, 1435 PS (1055 kW) Startleistung in 0 m
- DB 605 DM: Ein 605 D-2 mit MW-50-Anlage als Standardausrüstung, bis zu 1700 PS (1250 kW) Sondernotleistung
- DB 605 DB: verbesserte 605-DM-Version für B4-Kraftstoff mit MW-50, anfangs 1850 (1361), später 1800 PS (1324 kW) Sondernotleistung
- DB 605 DC: verbesserte 605-DM-Version für C3-Kraftstoff mit MW-50, bis zu 2000 PS (1471 kW) Sondernotleistung

### DB 610

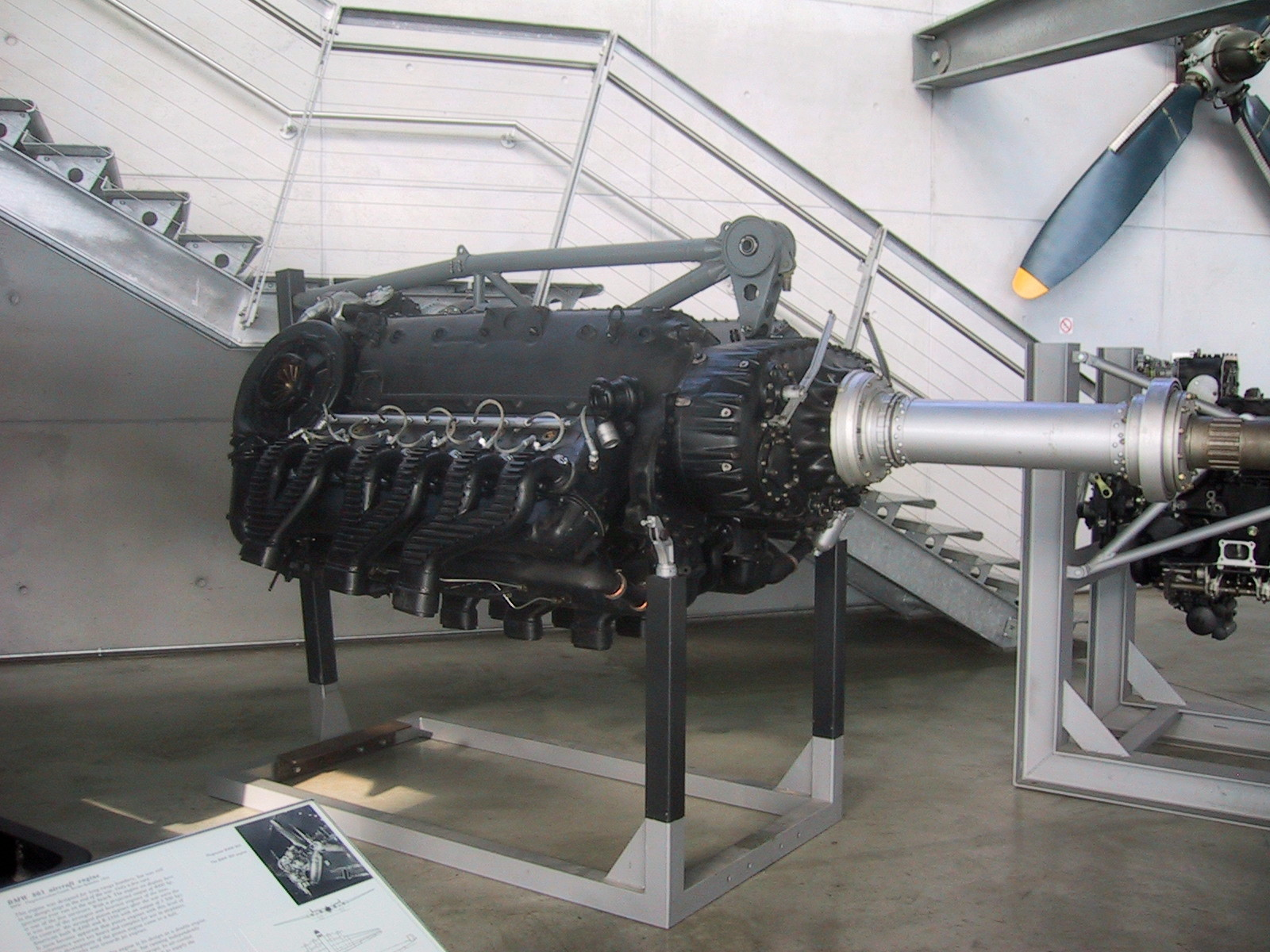
DB 610 (Deutsches Museum, München)

zwei auf eine Propellerwelle wirkende gekoppelte DB 605
- DB 610 A: Rechtsläufer als Backbordmotor
- DB 610 B: Linksläufer als Steuerbordmotor

Der komplexe Motor wurde im schweren Bomber Heinkel He 177 und im Versuchsflugzeug Messerschmitt Me 261 V3 eingesetzt.

## Technische Daten
- DB 605 AM
- Zwölfzylinder-V-Motor mit hängenden Zylindern
- Bohrung: 154 mm
- Hub: 160 mm
- Hubraum: 35,7 Liter
- Länge 2158 mm
- Breite 710 mm
- Höhe 1037 mm
- Trockenmasse: 756 kg
- Dauerleistung 1080 PS (794 kW)
- Sondernotleistung: 1800 PS (1324 kW) mit MW50
- Benzindirekteinspritzung von Bosch, Doppelzündung
- Kühlung: Flüssigkeit (Glykol-Wasser-Gemisch als Kühlmittel)
- Schmierung: Trockensumpfschmierung mit einer Druck- und zwei Saugpumpen (je Zylinderkopf eine)
- Lader: Linksseitig ein Radialkompressor, stufenlos über eine barometrisch geregelte hydraulische Kupplung angetrieben. Volldruckhöhe 5700 m

### Prototypen
- DB 605 BS: vorgeschlagene Version des DB 605 AS für zweimotorige Flugzeuge mit reduzierter Propellerdrehzahl, nicht gebaut
- DB 605 D: projektierte erste Version des 605 D, auf 6,5 km gesteigerte Volldruckhöhe, Startleistung bei 1,5 ata und 2800/min 1550 PS (1140 kW) in 0 m mit C3-Kraftstoff
- DB 605 L: Höhenmotor für 9,8 km Volldruckhöhe, DB 605 D-2 mit zweistufigem Lader, nur noch Prototypen/Vorserienbau, Startleistung 1700 PS (1250 kW) in 0 m mit C3-Kraftstoff